# Contarinia sphaerophysae
Contarinia sphaerophysae är en tvåvingeart som beskrevs av Fedotova 1984. Contarinia sphaerophysae ingår i släktet Contarinia och familjen gallmyggor.
Artens utbredningsområde är Kazakstan. Inga underarter finns listade i Catalogue of Life.